# Nokia 2710
Nokia 2710 – model telefonu komórkowego produkowany przez fińską firmę Nokia, działający w sieci GSM 850, 900, 1800, 1900. Telefon jest specjalnie przystosowany jako odbiornik GPS  z funkcją A-GPS, oraz nawigacją pieszą. Na stronie Nokii  można bezpłatnie ściągnąć oprogramowanie Ovi Maps.

## Dane techniczne

### Wyświetlacz
- 256 tys. kolorów
- 240 x 320 pikseli, 2,2-cala

### Sieci
- 850 GSM
- 900 GSM
- 1800 GSM
- 1900 GSM

### Transmisja danych
- GPRS
- CSD
- bluetooth
- USB
- EDGE

### Funkcje
- SMS
- słownik T9
- MMS
- aparat fotograficzny, oraz wideo o rozdzielczości 2 megapikseli
- wbudowane radio FM z funkcją RDS
- odtwarzacz mp3
- internet
- kalkulator
- kalendarz
- aplikacje JAVA
- bezpłatna nawigacja samochodowa, oraz piesza
- dyktafon
- lista spraw

### Dodatkowe informacje
- gniazdo JACK 3,5 mm
- obsługa kart pamięci do 16 GB
- specjalny klawisz go obsługi nawigacji
- w zestawie telefon wyposażony jest w uchwyt samochodowy, oraz ładowarkę samochodową
- jej procesor to Broadcom bcm21351f1ifbg